# Neil Shicoff
Neil Shicoff (Brooklyn, 2 juin 1949) est un chanteur américain d'opéra et cantor. Il est connu pour son chant de ténor lyrique et son jeu émotionnel dramatique spectaculaire.

## Biographie

### Débuts
Neil Shicoff étudie à la Juilliard School, avec son père, le hazzan Sidney Shicoff et aussi avec Franco Corelli, au début des années 1980. Il chante dans de petits théâtres new-yorkais, avant d'entrer à la Juilliard, notamment un Don Jose du Carmen de Bizet, à l'Amato Opera et d'autres petits rôles à la Juilliard school et il est apprenti à l'Opéra de Santa Fe, à l'été 1973. Ses débuts professionnels en tant que ténor principal dans un grand théâtre d'opéra, est le rôle-titre d'Ernani de Verdi, sous la direction de James Levine, à Cincinnati en 1975.
En 1976, Shicoff fait ses débuts au Metropolitan Opera, incarnant Rinuccio, dans Gianni Schicchi sous la baguette de Levine. Shicoff est ensuite engagé par le MET pour les premiers rôles de ténor dans Rigoletto, La Bohème, Der Rosenkavalier et Werther qui deviendra l'un de ses rôles caractéristiques. Bientôt, il chante dans les théâtres d’opéra des États-Unis et d’Europe, remportant de nombreux succès et enregistrant certains de ses rôles. Très sujet au trac, Shicoff annula bon nombre de représentations au cours de sa carrière. Il était connu pour son perfectionnisme, préparant minutieusement chaque rôle, tant pour le jeu d'acteur que vocalement.
En 1978, Shicoff épouse une autre diplômée de la Juilliard school, la soprano lyrique Judith Haddon. Après la mort de sa mère en 1984 Shicoff souffre de problèmes émotionnels, sa technique vocale est mise en difficulté et son anxiété augmente. Il annule de nombreux spectacles et, à la fin des années 1980, acquiert la réputation d’un artiste peu fiable.

### Reconstruction de carrière
Shicoff continue à chanter au MET pendant deux ans, mais en 1991 il quitte les États-Unis, fuyant les contraintes engendrée par la procédure de divorce en cours et la bataille concernant la garde de sa fille, dans un exil européen (comme il le décrit lui-même). Il vit trois ans à Berlin puis s'installe à Zurich, alors qu'il se produit dans toute l'Europe (avec quelques apparitions à Buenos Aires) et, lentement, se reconstruit une réputation de fiabilité professionnelle. Il se produit à l'Opéra d'État de Vienne, à La Scala, à l'Opéra de Paris, à Covent Garden, au Deutsche Oper de Berlin, à l'Opéra d'État de Bavière, à l'Opéra de Zurich et dans de nombreux autres théâtres et salles de concert à travers l'Europe.
En 1997, Shicoff et Haddon règlent enfin leur divorce. Le dernier jugement laisse Shicoff libre de se marier avec la soprano Dawn Kotoski avec qui il vivait depuis 1990, et de renouer des relations avec Aliza, sa fille. Shicoff retourne également au MET pour interpréter Lenski, dans Eugène Onéguine, qui récolte de bonnes critiques. On l’entend au MET dans près de 200 représentations et vingt rôles différents.
En raison de son amitié avec le Chancelier autrichien, Alfred Gusenbauer, la plupart des gens s’attendent à ce que Shicoff succède à Ioan Holender en tant que directeur de l'Opéra d'État de Vienne (Wiener Staatsoper) en 2010. Dans une décision surprise, et au mépris de Gusenbauer, la Ministre de la culture autrichienne Claudia Schmidt annonce publiquement, cependant, la nomination de Dominique Meyer en tant que directeur et Franz Welser-Möst en tant que directeur musical, le 6 juin 2007.
Les rôles les plus célèbres tenus par Shicoff (en plus de Werther) comprennent les rôles-titres dans les Contes d'Hoffman et Peter Grimes, Lenski dans Eugène Onéguine et Éléazar, dans La Juive, ainsi que d'autres opéras Romantiques français et italien et des rôles de ténor spinto. En plus des représentations à l'opéra, il a aussi chanté en concerts, notamment avec l'orchestre Philharmonique d'Israël sous la direction de Leonard Bernstein, le Philharmonique de Berlin sous la direction de Claudio Abbado, le San Francisco Symphony avec Edo de Waart et l'Orchestre Symphonique de Boston dirigé par Seiji Ozawa, ainsi que dans de nombreux festivals.
Shicoff a été à la tête de l'opéra du Théâtre Mikhailovsky de Saint-Pétersbourg en 2015 et 2016.

### Rôles récents
Pendant les dernières saisons, Shicoff a chanté le rôle de Cavaradossi dans Tosca et Hoffmann à La Scala et à l'Opéra Bastille ; Des Grieux dans Manon Lescaut ; Don José dans Carmen à l'Opéra lyrique de Chicago et à l'Opéra de Zurich et Éléazar, dans La Juive d'Halévy à La Fenice de Venise ; avec le Wiener Staatsoper et l'Opéra de Zurich, Peter Grimes au Teatro Regio de Turin. Il a chanté aussi Edgardo dans Lucia di Lammermoor, le rôle-titre dans Idomeneo et Rodolfo dans La bohème au Wiener Staatsoper ; Luisa Miller (Rodolfo) au MET ; Gabriele Adorno dans Simon Boccanegra à Covent Garden et à Paris, Hermann La Dame de Pique de Tchaïkovski ; et Manrico, Cavaradossi et Pinkerton dans Madama Butterfly à l'Opéra de Zurich, entre autres. En tant que chanteur régulier du Wiener Staatsoper (où il atteint le grade de Kammersänger et, rarement remis, membre honoraire à vie de la compagnie), il continue à triompher, surtout dans le répertoire vériste, mais en février 2011, il a répété son immense succès dans le rôle du Capitaine Vere du Billy Budd de Benjamin Britten, où il a chanté la création de l'opéra en 2002 au Staatsoper.

## Récompenses et décorations
- 2003 : Croix d'honneur autrichienne pour la Science et l'Art, 1re classe[2]
- 2006 : Médaille d'or pour les services de Vienne
- Chevalier de l'Ordre des Arts et des Lettres
- 2011 : le Masque d'or du « Meilleur artiste d'Opéra masculin » (Russie)

## Discographie
- Bizet, Carmen, version Opéra-Comique - Jessye Norman (Carmen) ; Mirella Freni (Micaëla) ; Neil Shicoff (Don José) ; Simon Estes (Escamillo) ; Chœurs de Radio France et Orchestre national de France, dir. Seiji Ozawa (Radio France, 13-22 juillet 1988 Philips 422 366-2)
- Donizetti, Lucia di Lammermoor - Alexandru Agache (Lord Enrico Ashton) ; Edita Gruberová (Lucie) ; Neil Shicoff (Sir Edgardo di Ravenswood) ; Bernard Lombardo (Lord Arturo Bucklaw) ; Alastair Miles (Raimondo Bidebent) ; Diana Montague (Alisa) ; Ambrosian Singers ; Orchestre symphonique de Londres, dir. Richard Bonynge (septembre 1991, Teldec 0630-13803-2)
- Offenbach, Les Contes d'Hoffmann (édition Fritz Oeser) - Neil Shicoff (Hoffmann) ; Ann Murray (Nicklausse/La Muse) ; Luciana Serra (Olympia) ; Rosalind Plowright (Antonia) ; Jessye Norman (Giulietta) ; José van Dam (Lindorf/Coppélius/Miracle/Dapertutto) ; Chœur et Orchestre symphonique de l'Opéra national du Théâtre Royal de la Monnaie, dir. Sylvain Cambreling (Palais des Beaux-Arts, Bruxelles, Juin-Juillet 1988, EMI 7 49641)
- Puccini, The Puccini Album : Grandes scènes de Tosca et Manon Lescaut - Galina Gorchakova (Floria Tosca) ; Neil Shicoff (Mario Cavaradossi) ; Alessandro Calamai (Il Sagrestano) ; Galina Gorchakova (Manon Lescaut) ; Neil Shicoff (Renato Des Grieux) ; Chœurs et Orchestre du Maggio Musicale Fiorentino, dir. Seiji Ozawa (Teatro Comunale de Florence, novembre 1997, Philips 456 586-2)
- Puccini, Il tabarro - Carlo Guelfi (Michele) ; Maria Guleghina (Giorgetta) ; Neil Shicoff (Luigi); London Voices et l'Orchestre symphonique de Londres, dir. Antonio Pappano (Londres, Juillet 1997, EMI 5 56587 2)
- Tchaïkovski, Eugène Onéguine - Sarah Walker (Larina) ; Nuccia Focile (Tatiana) ; Olga Borodina (Olga) ; Irina Arkhipova (Filipyevna) ; Dmitri Khvorostovski (Eugène Onéguine) ; Neil Shicoff (Lenski) ; Alexander Anisimov (le Prince Grémine) ; Chœur de Chambre de Saint-Pétersbourg et l'Orchestre de Paris, dir. Semyon Bychkov (octobre 1992, Philips Classics 438 235-2)
- Tchaïkovski, Eugène Onéguine - Rosemarie Lang (Larina) ; Mirella Freni (Tatiana) ; Anne Sofie von Otter (Olga) ; Ruthild Engert (Filipyevna) ; Thomas Allen (Eugène Onéguine) ; Neil Shicoff (Lenski) ; Paata Burchuladze (le Prince Grémine) ; Rundfunkchor Leipzig et Staatskapelle de Dresde, dir. James Levine (Dresde, juin 1987, Deutsche Grammophon 423959-2)
- Verdi : Aroldo - Neil Shicoff (Aroldo) ; Carol Vaness (Mina) ; Anthony Michaels-Moore (Egberto) ; Roberto Scandiuzzi (Briano) ; chœurs et Orchestre du Maggio Musicale Fiorentino, dir. Fabio Luisi (Philips 462 512-2)
- Verdi: Attila - Attila: Samuel Ramey; Odabella: Cheryl Studer; Foresto: Neil Shicoff; Ezio: Giorgio Zancanaro; Chœur et Orchestre du Teatro alla Scala, dir. Riccardo Muti (juin-juillet 1989, EMI CDS749952-2)
- Verdi, Macbeth - Mara Zampieri (Lady Macbeth) ; Renato Bruson (Macbeth) ; Robert Lloyd (Banco) ; Lucia Aliberti (Dama) ; Neil Shicoff (Macduff) ; Chœur et Orchestre du Deutsche Oper de Berlin, dir. Giuseppe Sinopoli (novembre-décembre 1983, Philips 412 133-2)
- Verdi, Rigoletto - Neil Shicoff (Il Duca di Mantova) ; Renato Bruson (Rigoletto) ; Edita Gruberova (Gilda) ; Robert Lloyd (Sparafucile) ; Brigitte Fassbaender (Maddalena) ; Chœur et Orchestre de l'Accademia Nazionale di Santa Cecilia, dir. Giuseppe Sinopoli (Rome, septembre 1984, Philips 412 592-2 / 462 158-2)
- Verdi, La traviata - Edita Gruberová (Violetta Valéry) ; Patricia Spence (Flora Bervoix) ; Monica Bacelli (Annina) ; Neil Shicoff (Alfredo Germont) ; Giorgio Zancanaro (Giorgio Germont) ; Ambrosian Singers et l'Orchestre symphonique de Londres, dir. Carlo Rizzi (Londres, studios d'Abbey Road, février 1992, Teldec 9031-76348-2)

## Vidéographie
- Offenbach, Les Contes d'Hoffmann - Gwendolyn Bradley (Olympia) ; Roberta Alexander (Antonia) ; Tatiana Troyanos (Giulietta) ; Susan Quittmeyer (Nicklausse/La Muse) ; Neil Shicoff (Hoffmann) ; James Morris (Lindorf/Coppélius/Miracle/Dapertutto) ; Chœur et Orchestre du Metropolitan Opera, dir. Charles Dutoit (Metropolitan Opera, 8 janvier 1988 | Télédiffusion : 2 mars 1988, Metropolitan Opera Video)
- Puccini, La Bohème, - Ileana Cotrubaș (Mimì) ; Neil Shicoff (Rodolfo) ; Thomas Allen (Marcello) ; Marilyn Zschau (Musette) ; Royal Opera Chorus et le Royal Opera House, dir. Lamberto Gardelli (Covent Garden, 1982, National Video Corporation 4509-99222-3 — ou : Castle Vision CVI 2014)
- Verdi, La traviata - Edita Gruberová (Violetta Valéry) ; Mariana Pentcheva (Flora Bervoix) ; Antonella Trevisan (Annina) ; Neil Shicoff (Alfredo Germont) ; Giorgio Zancanaro (Giorgio Germont) ; Chœur et Orchestre du Teatro La Fenice, dir. Carlo Rizzi (Venise, La Fenice, décembre 1992, National Video Corporation 4509-92409-3/Teldec Vidéo)
- Halévy, La juive - Neil Shicoff (Eléazar), Krassimira Stoyanova (Rachel), Simina Ivan (Euxodie), Jianyi Zhang (Léopold), Walter Fink (Cardinal Brogni) - Chœur et Orchestre du Wiener Staatsoper, dir. Vjekoslav Šutej (Wiener Staatsoper, 15 mai 2003, Deutsche Grammophon, DVD 00440 073 4001)